# Општина Постојна
Општина Постојна (словен. Postojna) је једна од општина Приморско-нотрањске регије у држави Словенији. Седиште општине је истоимени град Постојна.
Општина Постојна чувена је по туристички посећеној и међународно чувеној Постојнској јами.

## Природне одлике
Рељеф: Општина Постојна налази се на југозападу државе. Доминира карстно тло. Најважнији део општине је средишњи, смештен у крашко поље. Остатак општине је планински - на северу је планина Нанос, а на југу планина Снежник. На северозападу општине, између наведених планина, налази се најнижи превој између басена Јадрана и Панонског басена - Постојнска Врата.
Клима: Уопштини влада умерено континентална клима.
Воде: Водни систем се састоји из неколико речица-понорница.

## Становништво
Општина Постојна је средње густо насељена.

## Насеља општине
| - Белско - Брезје под Наносом - Буковје - Велика Брда - Велики Оток - Велико Убељско - Горење - Гориче - Гробишче - Дилце | - Жеје - Загон - Коче - Ландол - Липље - Лохача - Мала Брда - Мали Оток - Мало Убељско - Матења Вас | - Орехек - Планина - Постојна - Предјама - Престранек - Ракитник - Ракулик - Раздрто - Сајевче - Славина | - Славиње - Стара Вас - Стране - Стрмца - Студенец - Студено - Храшче - Хреновице - Хрушевје - Шмихел под Наносом |  |